# 霍緬卡
50°19′36″N 29°34′55″E / 50.32667°N 29.58194°E
霍緬卡（烏克蘭語：Хом'янка）是烏克蘭北部的村莊，隸屬日托米爾州的日托米爾區。該村始建於1607年，面積4.5平方公里，海拔高度161米，2001年人口21，人口密度每平方公里4.67人。